# ABC 80
ABC 80 (Advanced BASIC Computer 80) је био кућни рачунар фирме Luxor који је почео да се производи у Шведској током 1978. године.
Користио је Z 80 микропроцесорску јединицу а RAM меморија рачунара је имала капацитет од 16 KB (до 32 KB). 

## Детаљни подаци
Детаљнији подаци о рачунару ABC 80 су дати у табели испод.
|                       |                                            |
| [ 1 ]                 |                                            |
| Произвођач            |                                            |
| Тип                   | кућни рачунар                              |
| Меморија              | 16 (до 32 )                                |
| Поријекло             | Шведска                                    |
| Година                | 1978                                       |
| Тастатура             | Пуни помак, 55 тастера                     |
| Процесор              |                                            |
| Фреквенција процесора | 3                                          |
| RAM                   | 16 (до 32 )                                |
| ROM                   | 16                                         |
| Текст                 | 40 x 24 (ViewData и Teletext компатибилан) |
| Графика               | 78 x 75                                    |
| Боја                  | монохром                                   |
| Звук                  | 1 канал - уграђени звучник                 |
| Димензије             | 320 x 150 x 45 mm                          |
| Портови               |                                            |
| Оперативни систем     | [[]]                                       |